# Вестборо (Масачусетс)
Вестборо (енгл. Westborough) насељено је место без административног статуса у америчкој савезној држави Масачусетс.

## Демографија
По попису из 2010. године број становника је 4.045, што је 62 (1,6%) становника више него 2000. године.
| Група             | 2000.         | 2010.         |
| Белци             | 3.667 (92,1%) | 3.387 (83,7%) |
| Афроамериканци    | 63 (1,6%)     | 54 (1,3%)     |
| Азијати           | 78 (2,0%)     | 271 (6,7%)    |
| Хиспаноамериканци | 125 (3,1%)    | 251 (6,2%)    |
| Укупно            | 3.983         | 4.045         |